# Каледонија (Охајо)
Каледонија (енгл. Caledonia) град је у америчкој савезној држави Охајо.

## Демографија
По попису из 2010. године број становника је 577, што је 1 (-0,2%) становника мање него 2000. године.
| Група             | 2000.       | 2010.       |
| Белци             | 572 (99,0%) | 559 (96,9%) |
| Афроамериканци    | 2 (0,3%)    | 9 (1,6%)    |
| Азијати           | 0 (0,0%)    | 1 (0,2%)    |
| Хиспаноамериканци | 2 (0,3%)    | 3 (0,5%)    |
| Укупно            | 578         | 577         |